# Cornelius Pama
Dr. Cornelis (Cor) Pama (5 november 1916 - 23 oktober 1994) was een Zuid-Afrikaans heraldicus en genealoog van Nederlandse geboorte.

## Publicaties

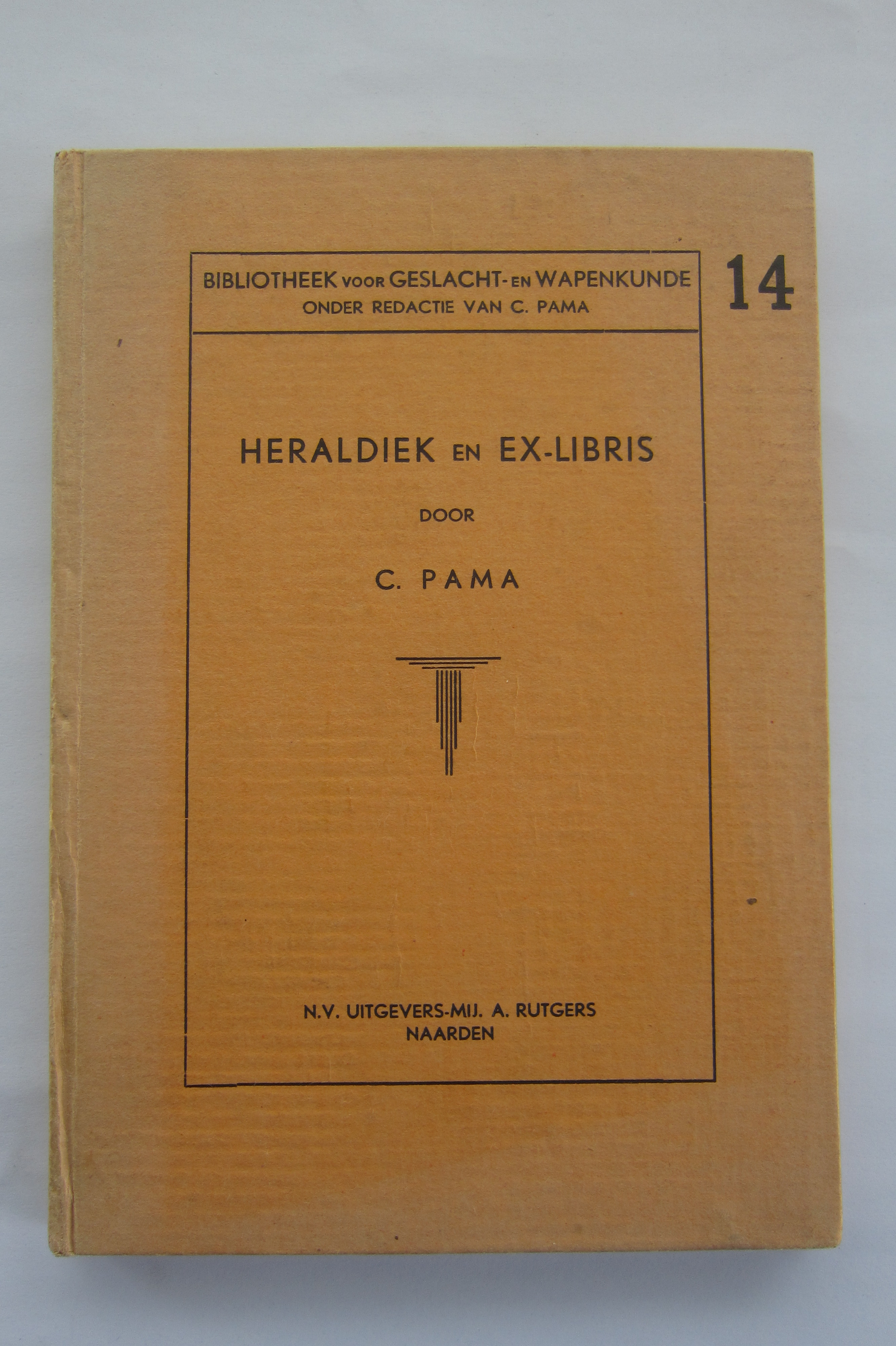
C. Pama, "HERALDIEK en EX-LIBRIS", Naarden, 1943

Pama's eerste zelfstandige publicatie was een Nederlands werk dat in de bezettingstijd werd gedrukt: Het volkskarakter in de heraldiek. Naarden, 1940 (en waarvan in 1941 en 1943 nog herdrukken verschenen); dit was het 7e deel van de reeks Bibliotheek voor geslacht- en wapenkunde waarvan tussen 1939 en 1944 zestien delen verschenen. Van Pama verschenen in de oorlogsjaren nog deze delen: Ons Familiewapen (nr 15) en Heraldiek en ex-libris (nr 14 in 1943). Deze publicaties rekent men nu tot propagandadrukwerk tijdens de bezetting.  Pama droeg ook bij aan het tijdschrift Sibbe, een tijdschrift dat een nationaalsocialistisch karakter had en tussen 1941 en 1944 verscheen en waarvan hij de eerste hoofdredacteur was.
Na de oorlog publiceerde hij pas weer in 1956 en wel in Zuid-Afrika waarnaar hij in 1953 was geëmigreerd. Pama publiceerde geregeld in het bulletin van het Heraldiese Genootschap van Suidelike Afrika en in het dagblad Die Burger. Hij publiceerde in het Nederlands, Engels en Afrikaans. Bekend werd hij door de bewerking in 1943 van Rietstap's Handboek der wapenkunde dat oorspronkelijk was verschenen in 1876, waar hij bovendien een viertalige woordenlijst van termen aan toevoegde; van diens bewerking verschenen nog (herziene) drukken in 1961 en 1987. Ook werd van hem bekend zijn Heraldiek en genealogie. Een encyclopedisch vademecum dat voor het eerst verscheen in 1969 (en het laatst in herdruk rond 2011).
Cornelius Pama heeft zijn referentiebibliotheek, bestaande uit 800 boeken, nagelaten aan de Nasionale Bibliotheek van Suid-Afrika. Volgens Godfried Croenen blijkt uit de publicaties van Pama onder meer een onvoldoende vertrouwdheid met de stand van het historisch onderzoek in de mediëvistiek en zijn wetenschappelijke methoden. Daardoor verwordt heraldiek tot een hermetisch systeem zonder de status van hulpwetenschap van de geschiedenis te bereiken.

### Artikelen
- "Civic heraldry in greater Cape Town", artikel in ARMA 888-914. Z.J.
- "Proposals for a coat of arms for the Orange River colony (1904)", artikel in ARMA 1638-1643.
- "Toe voorgestel is dat Suid-Afrika 'n prinsdom sou word", artikel in Die Burger 18-05-1961.
- "Die Franse Revolusie en die boom van vryheid in ons Staatswapen". Die Burger 14-07-1989.
- "Die wapens van die Kommandeurs, Goewerneurs en Kommissarisse-Generaal aan die Kaap, 1652-1806". Historia, Derde Jaargang, Nr 3. Ook als cahier uitgegeven. Z.J.

### Publicaties
- "Het volkskarakter in de heraldiek" in de Bibliotheek voor geslacht- en wapenkunde (nr 7), Naarden, 1940.
- "Heraldiek en ex-libris" in dezelfde reeks nr 14, Naarden, 1943.[3]
- "Ons familiewapen" in dezelfde reeks nr 15, Naarden.
- "Heraldiek in Suid-Afrika", Kaapstad 1956.
- "Heraldiek. Geschiedenis der familiewapens van de middeleeuwen tot heden", Utrecht/Antwerpen,  1958.
- "Die Wapens van die Ou Afrikaanse Families", 1959
- "Lions and Virgins", Kaapstad - Pretoria 1965
- "Heraldiek en genealogie", Utrecht/Antwerpen 1969
- "Heraldry of South African families: coats of arms/crests/ancestry". Kaapstad 1972. 365 pagina's en 1000 afgebeelde familiewapens.
- "Families, Familiename en Familiewapens", 1975
- "Heraldiek ABC", Pretoria 1980
- Die Groot Afrikaanse Familienaamboek", Kaapstad 1983

### Publicaties met anderen
- Met C.C. de Villiers, "Geslagregisters van die ou Kaapse families", Kaapstad 1966